# Splügenpass
Splügenpass lub Passo dello Spluga (retorom. Pass dal Spleia, łac. Cunus Aureus) – przełęcz położona na wysokości 2113 m n.p.m., na granicy Szwajcarii (kanton Gryzonia) i Włoch (region Lombardia). Oddziela ona Alpy Lepontyńskie od Alp Retyckich. Splügenpass łączy szwajcarską miejscowość Splügen na północy (dawny okręg Hinterrhein) z włoską miejscowością Chiavenna (prowincja Sondrio) na południu. 
Przez tę przełęcz przebiega dział wodny oddzielający dorzecze Renu na północy od dorzecza Padu na południu.
Polskie źródła encyklopedyczne podają nazwę Splügen. Nazwa ta pojawia się w literaturze pięknej (Adam Mickiewicz Do ***. Na Alpach w Splügen 1829, Giosuè Carducci Elegia Splügenu).

## Galeria

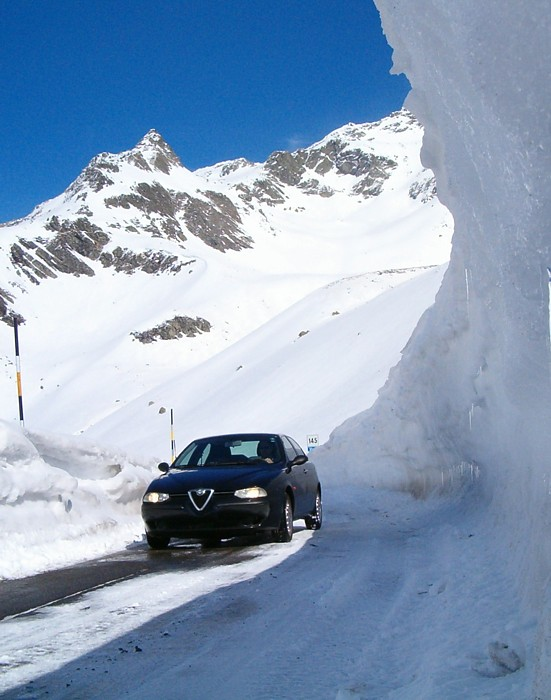
Przełęcz zimą
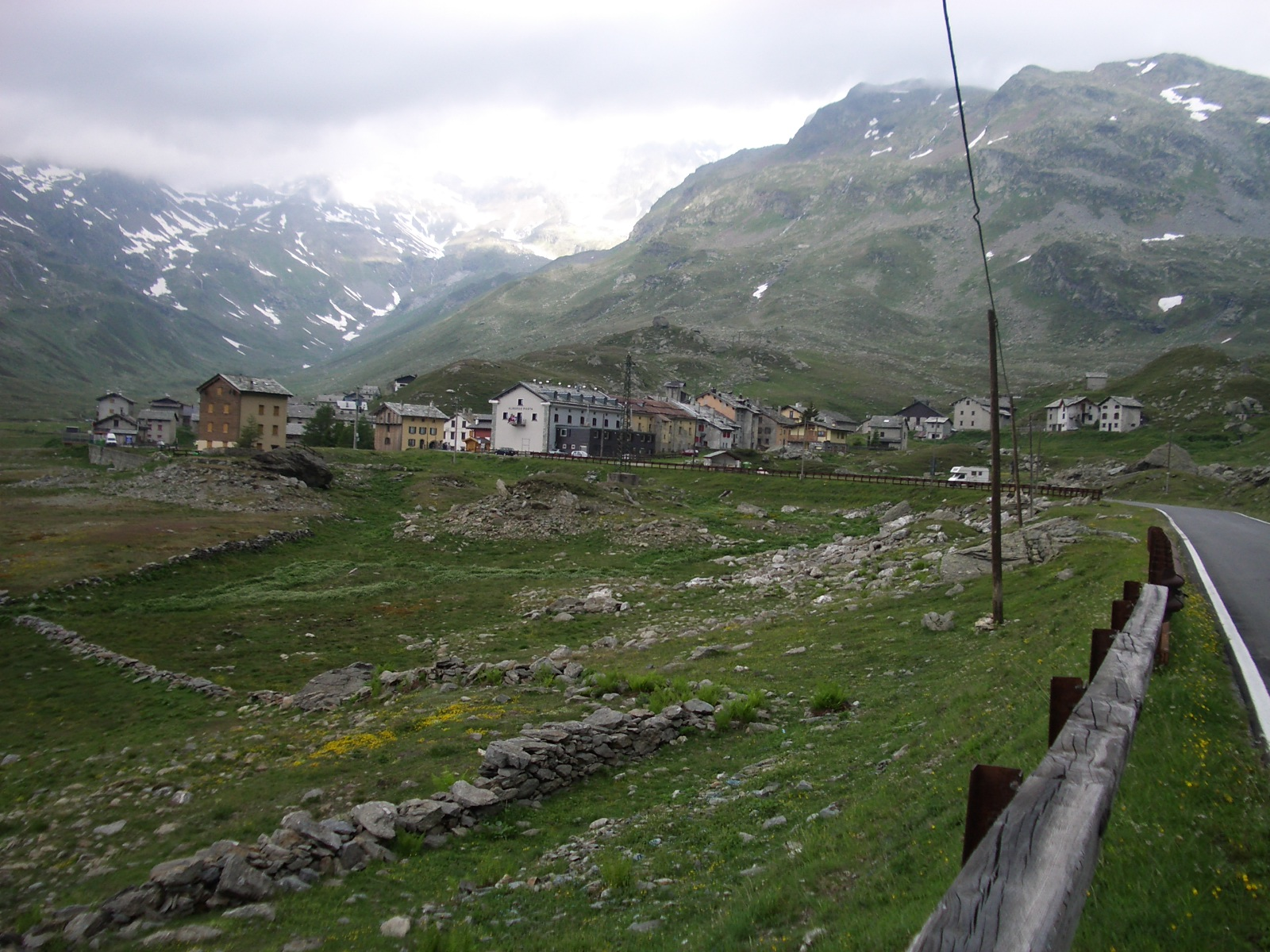
Droga na przełęcz po stronie włoskiej
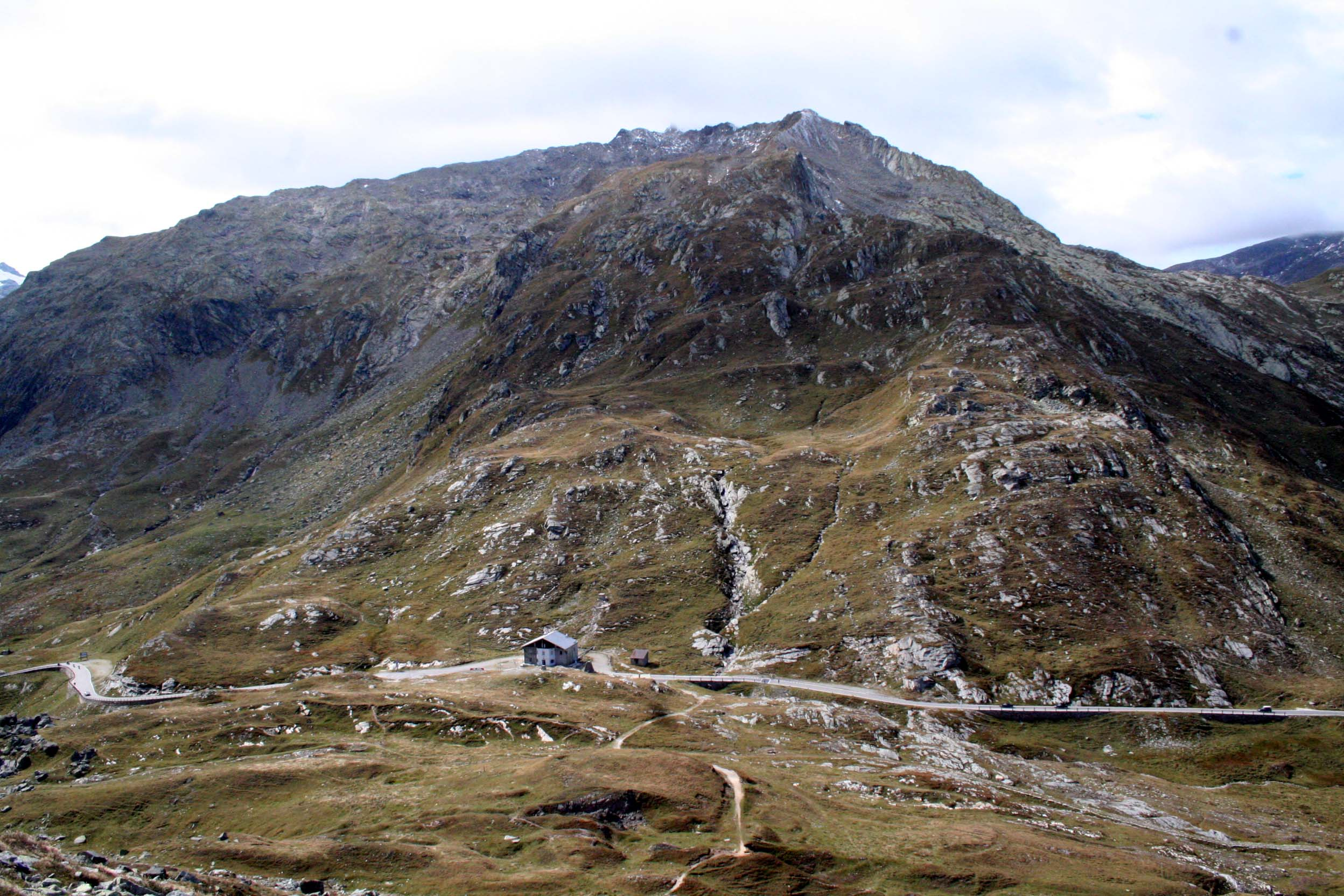
Widok na przełęcz
Splügenpass - widok z przełęczy na północ